# SL2 (muziekgroep)
SL2 is een Britse breakbeat hardcore en ravegroep uit Londen. Er wordt ook gewerkt onder de namen Slipmatt & Lime en THC.
De groep werd in 1985 opgericht door DJ's Matt "Slipmatt" Nelson en John "Lime" Fernandez, en rapper Jason "Jay-J" James. De naam verwijst naar Slipmatt (S) en Lime (L) als duo: SL2. Hun doorbraak kwam in 1989 via de broer van Slipmatt die met de organisatie Raindance ravefeesten door heel het Verenigd Koninkrijk organiseerde en waarop SL2 een vaste artiest werd. In 1991 behaalde hun single DJs Take Control voor het eerst een hitnotering. De groep brak in 1992 internationaal door met de single On a Ragga Tip die zowel in het Verenigd Koninkrijk als in Nederland een tweede plaats behaalde, in Ierland een derde en in België tot plaats 42 kwam. De volgende single Way in My Brain bereikte plaats 26 in het Verenigd Koninkrijk, 27 in Nederland en 23 in Ierland. In 1993 ging de groep uit elkaar. Het nummer On a Ragga Tip bleef populair en in 1997 kwam een remix hiervan wederom in de Britse hitlijsten. De groep ging hierna incidenteel weer samen optreden en bracht sindsdien twee EP's uit.